# Denton (Texas)
Denton ist eine Universitätsstadt im US-amerikanischen Bundesstaat Texas mit einer Fläche von 62 Quadratmeilen. Das U.S. Census Bureau hat bei der Volkszählung 2020 eine Einwohnerzahl von 139.869 ermittelt.
Denton ist Teil des Großraumes Dallas-Fort-Worth-Metroplex und stellt eine principal city des Ballungsgebietes dar. Denton wurde 1857 gegründet und ist Sitz des gleichnamigen Countys und wurde nach dem Anwalt und Prediger John B. Denton benannt.

## Bildung
Denton wird geprägt durch das Universitäts- und Collegeleben und ist eine entsprechend junge Stadt: das Durchschnittsalter (Median) der Einwohner beträgt 27 Jahre. Etwa 45.000 Studenten sind in verschiedenen Universitäten und Colleges in Denton eingeschrieben. Die University of North Texas, die Texas Woman’s University sowie das North Central Texas College haben ihren Sitz in Denton. Die University of North Texas ist mit etwa 32.000 Studenten die größte Universität im Großraum Dallas-Fort Worth und die drittgrößte Universität des Bundesstaates Texas.
Die University of North Texas ist mit 5900 Beschäftigten zugleich der größte Arbeitgeber der Stadt.

## Umgebung
In der Umgebung von Denton befinden sich ausgedehnte Seen wie Lake Grapevine, Lake Lewisville und Lake Ray Roberts. Innerhalb des Denton Countys liegt auch der Texas Motor Speedway, wo regelmäßig NASCAR-Rennen ausgetragen werden.

## Klima
Das Klima ist das ganze Jahr über warm, in den Monaten November bis Februar wird es nur kurzzeitig kalt. Im Sommer sind allerdings Temperaturen um 40 °C keine Seltenheit, wobei es dabei auch recht feucht sein kann. Insbesondere in September und Oktober ist ausgiebiger Regen keine Seltenheit.

## Verkehr
Denton wird durch die Interstate 35 durchquert, die sich in Denton von Norden kommend in die I 35 East (nach Dallas Downtown) und I 35 West (nach Fort Worth) aufspaltet. Denton verfügt über einen lokalen Flughafen und ist über die I 35 East an den internationalen Flughafen Dallas-Fort Worth (DFW) angeschlossen (ca. 15 Meilen südlich von Denton).

## Söhne und Töchter der Stadt
- Suzanne Davis (* 1978), Schauspielerin
- Edward W. Eberle (1864–1929), Admiral, 3. Chief of Naval Operations
- Herschel Evans (1909–1939), Jazz-Tenorsaxophonist des Swing
- Sly Stone, geboren als Sylvester Stewart (1943–2025), Sänger, Songwriter und Musikproduzent
- Walt Garrison (1944–2023), American-Football-Spieler
- Austin Jackson (* 1987), Baseballspieler
- Ralph Kirshbaum (* 1946), Cellist und Musikpädagoge
- John A. Logue (1947–2009), Politikwissenschaftler und Hochschullehrer
- Anicka Newell (* 1993), kanadische Stabhochspringerin
- Dylan Patton (* 1992), Schauspieler
- Stanley Payne (* 1934), Historiker
- Ray Peterson (1939–2005), Rock’n’Roll-Sänger
- Jason Sasser (* 1974), Basketballspieler
- Ann Sheridan (1915–1967), Schauspielerin
- Julia Frances Smith (1905–1989), Komponistin und Pianistin
- Samuel T. Williams (1897–1984), Generalleutnant der United States Army